# Can Moià (Montcada i Reixac)
Can Moià és una masia de Montcada i Reixac (Vallès Occidental) inclosa a l'Inventari del Patrimoni Arquitectònic de Catalunya.

## Descripció
Masia de planta rectangular i de tipologia propera a la típica casa fortificada tot i que té elements típics de les masies, com per exemple les obertures de les golfes i el pati obert a l'era de davant de la façana principal de la casa.
La casa consta de planta baixa i dos pisos. El repartiment de les diferents obertures (finestres i portes) mantenen una distribució estètica, malgrat que la planta baixa ha sofert modificacions amb la restauració general de l'edifici, és a dir, la primera finestra començant per la dreta era una porta i la de l'extrem esquerre és de nova obertura. La porta d'entrada presenta una situació no centrada de simetria de la façana, més aviat està situada cap a l'esquerra. És d'arc rodó de mig punt i adovellada amb dovelles de mides petites que s'originen a partir de dos brancals verticals i d'un llindar o graó. La porta és de fusta i de dues fulles i clavetejada amb claus de cabota petita de forma rodona.
En el primer pis hi ha quatre finestres on les dues del centre són rectangulars i amb ampit, les dels extrems són treballades artísticament. El segon pis presenta quatre arcades de mig punt que formen la galeria/eixugador o golfes i dues finestres rectangulars a cada extrem. Els elements d'obertura es troben emmarcats.
Els murs són arrebossats. La teulada és de teules àrabs i es troba distribuïda en diferents inclinacions d'una vessant, doncs vist des d'un lloc alt són diferents cossos a cobrir. Ràfec incipient amb dues filades de teules decoratives.
La reixa de la casa pertany a la varietat de “parrilla” o graella: construïda amb barrots de ferro rodons o quadrats disposats de forma vertical (mascles) que passen per unes obertures fetes en altres barrots, disposats de forma horitzontal (femelles) formant espais rectangulars. Es troba col·locada separada del mur per uns ferros a mode de “cadireta” acabats a l'extrem en la figura d'un cap de drac-serp amb la boca oberta.
Hi ha dues finestres:
La primera finestra està a l'esquerra del primer pis o planta noble. També situada a la façana principal. És el típic element d'obertura que es troba a les cases, palaus i castells, conegut amb el nom de finestra geminada. conformada per la separació d'una finíssima columna que divideix l'espai en dues obertures i reposa sobre un incipient plint quadrat i acaba en un estilitzat i geometritzant capitell corinti coronat per una motllura convexa, “gola”, ornada de petites roses conjuminant amb les impostes laterals. La llinda formada per dues pedres es troben treballades en sengles arcs trevolats.
La segona finestra és la que se situa al costat dret també del primer pis. La seva tipologia, com la primera, és de finestra geminada. De forma rectangular, emmarcada i amb la llinda treballada en dos arcs de mig punt. Una fina columna rodona i llisa separa i uneix a la vegada l'espai. Aquesta columneta descansa sobre un petit plint quadrat i acaba amb un capitell d'elements florals-vegetals amb una motllura de collarí que l'uneix al fust, a la vegada acaba a la part superior en un àbac ample de on s'originen els dos arcs de mig punt en projecció als extrems i arribar a descansar sobre unes petites impostes.

## Història

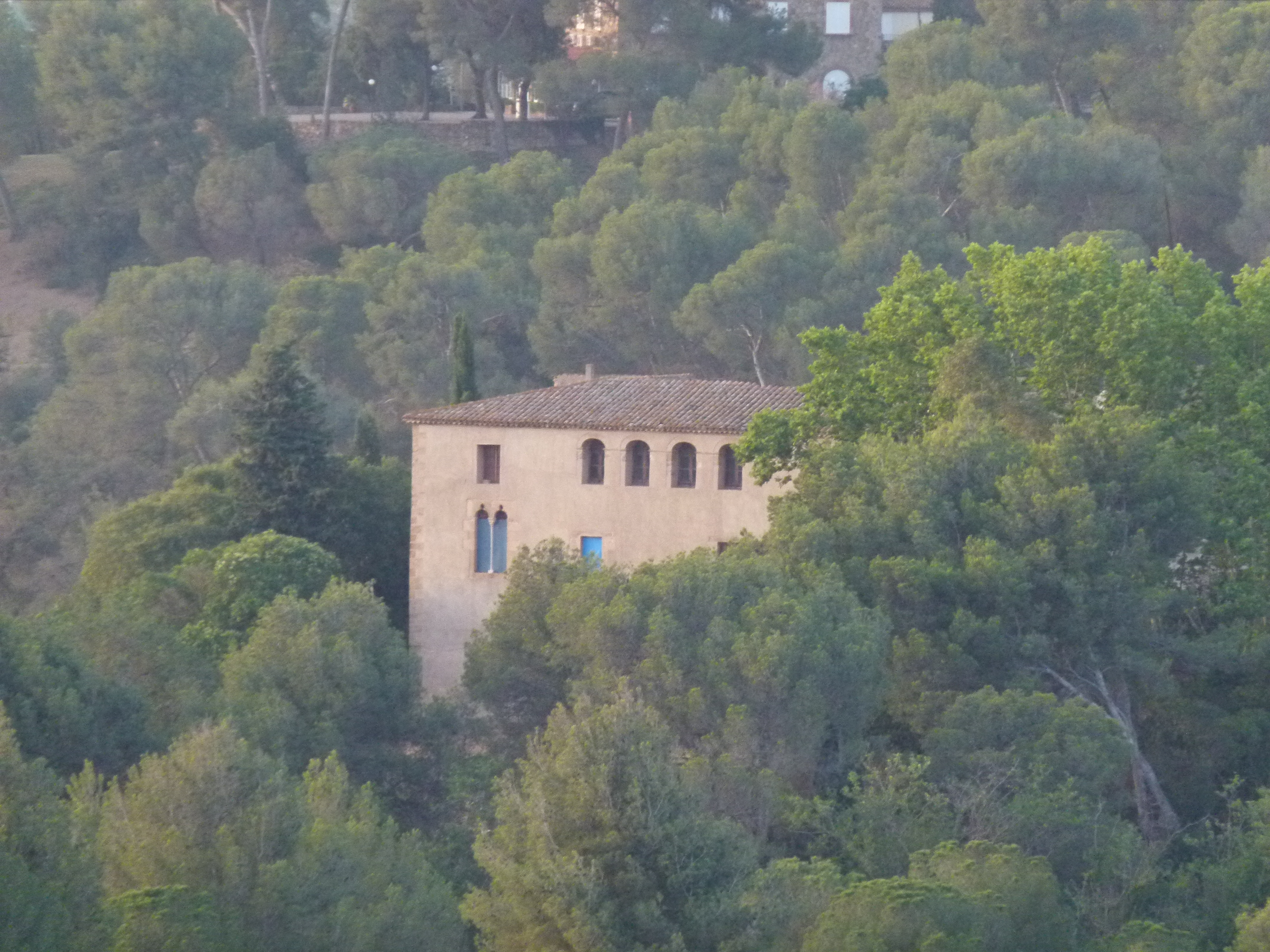
Can Moià el 2023

Queden restes d'una antiga torre de guaita romana que ha quedat per la part interior de la casa. Els primers documents escrits daten del 1322. A partir de 1456 es troba relacionada amb els Nou Barons de la Fama: Galceran de Pinós, etc. Durant la Guerra de la Independència rep les escomeses dels francesos.
Fou coneguda com a Casa corbera degut a una donació feta l'any 1455. L'actual nom ve de l'adquisició de la finca per Agustí i Caietana Copons, marquesos de Moià, l'any 1715.
La tipologia de la reixa graella s'estén des del segle xiv fins al XIX-XX com a element moltes vegades recuperat.
La tipologia de les finestres, sovintejava en els edificis civils i institucionals de la segona meitat del segle xiv i al llarg del gòtic del XV. D'entre els del primer període podríem citar les finestres de la Pia Almoina de Girona.